# Parafia św. Eliasza w St. Hubert
Parafia św. Eliasza – etnicznie rosyjska parafia w Sint Hubert (w gminie Mill en Sint Hubert), w eparchii francuskiej i zachodnioeuropejskiej Serbskiego Kościoła Prawosławnego. Działa przy męskim monasterze św. Eliasza w tej samej miejscowości.
Parafia była jedną z sześciu placówek duszpasterskich Zachodnioeuropejskiego Egzarchatu Parafii Rosyjskich na terytorium Holandii. W 2018 r., w związku z likwidacją egzarchatu, parafia i monaster przyjęły jurysdykcję Serbskiego Kościoła Prawosławnego.
Językiem liturgicznym parafii jest niderlandzki, obowiązuje w niej kalendarz juliański. 